# کلی جین ون دایک
کلی جین ون دایک (انگلیسی: Kelly Jean Van Dyke؛ ۵ ژوئن ۱۹۵۸ – ۱۷ نوامبر ۱۹۹۱) هنرپیشه و پورن استار آمریکایی بود. وی دختر جری ون دایک و برادر زادهٔ دیک ون دایک بود.
در مه ۱۹۹۱ در دورانی که با نام نانسی کلی (به انگلیسی: Nancee Kelly) در صنعت فیلم بزرگسالان فعالیت می‌کرد با جک نانس ازدواج کرد. کلی ون دایک در ۱۷ نوامبر ۱۹۹۱ خود را حلق‌آویز کرده و خودکشی کرد.